# Lista de membros da Royal Society eleitos em 1951
Esta página lista Membros da Royal Society eleitos em 1951.

## Fellow
1. Carlyle Smith Beals[2]
2. Sir John Smith Knox Boyd[3]
3. David Catcheside[4]
4. Arthur Herbert Cook[5]
5. Sydney John Folley[6]
6. Herbert Fröhlich[7]
7. Geoffrey Gee[8]
8. Hans Heilbronn[9]
9. Gerhard Herzberg[10]
10. Sir Joseph Hutchinson[11]
11. Harry Raymond Ing[12]
12. David Lack[13]
13. Thaddeus Mann[14]
14. Kurt Mendelssohn[15]
15. Albert Neuberger[16]
16. Leonard Bessemer Pfeil[17]
17. James Arthur Prescott[18]
18. Maurice Pryce[19]
19. Sir William John Pugh[20]
20. John Ashworth Ratcliffe[21]
21. Thomas Alan Stephenson[22]
22. William Homan Thorpe[23]
23. Petrus Johann du Toit[24]
24. Alan Turing[25]
25. Alfred Ubbelohde[26]

## Foreign Members
1. Herbert McLean Evans[27]
2. Karl Lashley[28]
3. Carl Størmer[29]
4. Ralph Walter Graystone Wyckoff[1]

## Royal Fellow / Statute 12
1. Filipe, Duque de Edimburgo[30]